# Ernesto Daranas
Ernesto Daranas Serrano (nacido el 7 de diciembre de 1961 en La Habana) es un director y guionista de cine cubano. Es conocido por escribir y dirigir los largometrajes de ficción Los Dioses Rotos (2008), que aborda el mundo de la prostitución en La Habana del presente; Conducta (2014), un drama sobre la relación entre un niño criado en un entorno marginal y su maestra de sexto grado y Sergio y Serguéi (2017), una comedia sobre la amistad entre un radioaficionado cubano y un cosmonauta soviético atrapado en la estación orbital Mir durante la caída del campo socialista.

## Biografía
Nace en La Habana el 7 de diciembre de 1961. Licenciado en Pedagogía y Geografía en el año 1983. En los años 80 comienza a trabajar en la radio como guionista y director de programas dramáticos y científico técnicos.
En los años 90 incursiona por primera vez en la televisión, donde se destaca por obras como la serie documental de doce capítulos La Tierra más hermosa (2000, Guion y dirección). Posteriormente realiza también obras de ficción, como los telefilmes Un cuento de camino (2002, Guion) y ¿La vida en rosa? (2004, Guion y dirección). Este último obtuvo el Gran Premio del I Festival Nacional de Televisión de Cuba más otros seis galardones del evento, incluyendo los de Mejor Dirección y Guion Original.
En 2004 elaboró el guion y codirigió junto a Natasha Vázquez el documental Los últimos gaiteiros de la Habana, ganador del Premio Internacional de Periodismo Rey de España, uno de los más importantes del mundo hispano.
Su salto al cine se produce en el año 2008 con Los Dioses Rotos, un fenómeno de taquilla en los cines cubanos. La película, que establece un paralelo entre la vida del célebre proxeneta cubano Alberto Yarini (1882-1910) y el mundo de la prostitución en La Habana del presente, ganó el Premio del Público en el 30 Festival de Nuevo Cine Latinoamericano de La Habana y los Premios de la Crítica Cinematográfica y de la Crítica Cultural cubanas.
En el 2014 se estrenó Conducta, largometraje que trata sobre la relación entre un niño de 11 años proveniente de un entorno marginal y su maestra de sexto grado. En la esfera nacional, el éxito de taquilla y crítica de la película fue rotundo y generó un debate social en torno al sistema educativo y el papel de los maestros.
Internacionalmente, Conducta cosechó decenas de premios en festivales de todo el mundo, incluyendo el Festival de Málaga y el Festival de Cine Iberoamericano de Huelva. La película también obtuvo nominaciones a los premios Goya, Ariel y Platino.
En el año 2017 se estrena la también multipremiada Sergio y Serguéi, que describe las peripecias de la amistad entre un radioaficionado cubano y un cosmonauta soviético atrapado en la estación orbital Mir en los momentos en que la URSS se desintegra.
Los tres filmes de Daranas han sido candidatos por Cuba a los premios Oscar en la categoría de película de habla no inglesa y tanto Conducta como Sergio y Serguéi fueron seleccionadas entre los 100 filmes latinoamericanos más significativos de la década 2010-2019.

## Filmografía
2019
Natalia (Dirección y guion. Largometraje documental. RTV Comercial - Aracne Films.)
2017
Sergio y Serguéi (Dirección y Guion. Largometraje de ficción. Mediapro - RTV Comercial - ICAIC)
2015
La emboscada (Guion. Largometraje de ficción.)
2014
Conducta (Dirección y Guion. Largometraje de Ficción. MINCULT - ICAIC -RTV Comercial)
2012
Bluechacha (Dirección y Guion. Documental. Montuno)
2011
2, con Omara y Chucho (Dirección y Guion. Documental. Montuno)
2010
Knepp (Guion adaptado. Telefilme. Cubavisión)
2009
Peregrinos (Dirección y Guion. Documental. AS Video)
2008
Los dioses rotos (Dirección y Guion. Largometraje de ficción. MINCULT - ICAIC)
2005
Fillas de Galicia (Dirección y guion. Documental, 26 min. AS Video. Codirección Natasha Vázquez.)
2004
Los últimos gaiteros de La Habana (Dirección y guion. Documental, 26 min. AS Video. Codirección Natasha Vázquez. Idea original de Rigoberto Senarega.)
¿La Vida en Rosa? (Dirección y Guion. Telefilme, 75 min. Cubavisión.)
2003
Ana y las Cotorras (Dirección y Guion. Documental, 21 min. Cubavisión. Codirección Randol Menéndez.)
El hombre de Venus (Guion y Codirección con Charlie Medina. Telefilme. Cubavisión)
El otro (Guion. Telefilme. Cubavisión)
2002
Un cuento de camino (Guion. Telefilme. Cubavisión)
2000
La tierra más hermosa (Dirección y Guion. Serie Documental de 12 capítulos. Cubavisión Internacional. Codirección Rolando Almirante.)
1999
Propietario del Alba (Guion. Serie policíaca de ocho capítulos. Cubavisión)

## Premios y reconocimientos
Sergio y Serguéi
- Selección oficial del 42 Festival de Cine de Toronto.
- Premio del Público del 39 Festival de Cine Latinoamericano de La Habana.
- Mejor Película de Centroamérica y el Caribe. 7.º Festival Internacional de Panamá Archivado el 18 de febrero de 2020 en Wayback Machine..
- Premio del Público (ex aequo). Festival Cine Latino de Tolouse 2018. Francia.
- Mejor Guion. Havana Film Festival, New York.
- Premio SIGNIS. Festival de Málaga.
- Mejor película. Jurado Juvenil. Festival de Málaga.
- Premio del Público. Mill Valley Film Festival. Los Ángeles.
- Premio a Mejor Película Extranjera. Golden Unicorn Awards. Londres.
- Premio ACE a Mejor Guion. Asociación de Cronistas de Espectáculos de New York.
- Premio a Mejor Actor Masculino. Tomás Cao por Sergio. Festival Caricato. Cuba.
- Premio del Público. Festival de Gibara. Cuba.
- Premio de la Ciudad de Gibara. Festival de Gibara. Cuba.
- Finalista a los Premios Forqué de la EGEDA a Mejor Película Latinoamericana del año 2018.
- Candidata de Cuba al Oscar 2018 como película de habla no inglesa.
- Candidata de Cuba a los Premios Goya.
- Candidata de Cuba a los Premios Ariel.
- Candidata de Cuba a los Premios Platino.

Conducta
- Biznaga a Mejor Película. Festival de Málaga.  Sección Territorio Latinoamericano. España.
- Mejor Director. Festival de Málaga.
- Premio del Público. Festival de Málaga.
- Mejor Actuación Femenina (Alina Rodríguez). Festival de Málaga.
- Mención de Actuación Masculina (Armando Valdés). Festival de Málaga.  Sección Territorio Latinoamericano. España. Festival de Málaga.
- Premio Grifone+13 a la Mejor Película. Festival de Cine de Giffoni. Italia.
- Mejor Guion (Ernesto Daranas). Festival Internacional de Cine de Brasilia. Brasil.
- Mejor Actuación Masculina (Armando Valdés).  Festival Internacional de Cine de Brasilia. Brasil.
- Carabela de Plata a Mejor Película. Festival de Huelva. Sección Rábida. España.
- Mejor Actuación Femenina (Alina Rodríguez). Festival de Goa. India.
- Premio del Público a Mejor Película. FILMAR. Ginebra. Suiza.
- Mejor Película. Trinidad- Tobago Film Festival.
- Mención Especial del Jurado Juvenil.  Trinidad- Tobago Film Festival.
- Premio de la Federación Internacional de la Crítica. Festival Internacional de Cine Infantil y Juvenil  de Schlingel. Alemania.
- Mejor Película. Jurado juvenil. Festival Internacional de Cine Infantil y Juvenil  de Schlingel. Alemania.
- Mención Especial del jurado profesional como Mejor Filme. Festival Internacional de Cine Infantil y Juvenil  de Schlingel. Alemania.
- Premio del Público. Festival de Cine Latinoamericano de Lérida (España).
- Mejor Actriz (Alina Rodríguez). Festival de Cine Latinoamericano de Lérida (España).
- Premio del Público a Mejor Película. Portland International Film Festival (Estados Unidos).
- Mejor Película. Festival Giffoni-Macedonia.
- Círculo Precolombino de Oro a Mejor Película. Festival de Cine de Bogotá. Colombia.
- Premio UNICEF a Mejor Película Sobre la Niñez. Festival de Cine de Bogotá. Colombia.
- Mejor Película de Ficción. 36 Festival del Nuevo Cine Latinoamericano. Cuba.
- Mejor Actuación Masculina (Armando Valdés). 36 Festival del Nuevo Cine Latinoamericano. Cuba.
- Premio SIGNIS. 36 Festival del Nuevo Cine Latinoamericano. Cuba.
- Premio de la UNESCO. 36 Festival del Nuevo Cine Latinoamericano. Cuba.
- Premio de la Unión de Artistas y Escritores de Cuba. 36 Festival del Nuevo Cine Latinoamericano. Cuba.
- Premio del Círculo de Periodistas de la UPEC. 36 Festival del Nuevo Cine Latinoamericano. Cuba.
- Premio Roque Dalton de Radio Habana Cuba. 36 Festival del Nuevo Cine Latinoamericano. Cuba.
- Premio Vigía. 36 Festival del Nuevo Cine Latinoamericano. Cuba.
- Mención Glauber Rocha de la Agencia de Noticias Prensa Latina. 36 Festival del Nuevo Cine Latinoamericano. Cuba.
- Premio del Público a Mejor Película. 17 edición de Rencontres du Cinéma Sud-Americain de Marseille. Francia.
- Premio de Mejor Actuación "al conjunto de niños de la película Conducta". 17 edición de Rencontres du Cinéma Sud-Americain de Marseille. Francia.
- Mejor Película. Habana Film Festival New York. Estados Unidos.
- Premio Signis. Habana Film Festival New York. Estados Unidos.
- Mejor Actuación Femenina (Alina Rodríguez). Habana Film Festival New York. Estados Unidos.
- Mejor Película. Festival Internacional de Cine de Puna. La India.
- Premio del Público. Festival de Cine Español y Latinoamericano de Grenoble. Francia.
- Mejor Película. Festival de Cine de Mérida Yucatán. México.
- Premio Zapatilla Dorada Zlín Film Festival a Mejor Película para la Juventud. International Film Festival for Children and Youth. República Checa.
- Premio del Jurado Internacional Ecuménico Zlín Film Festival. International Film Festival for Children and Youth. República Checa.
- Primer Premio del Jurado de los Jóvenes. Festival "Ciné sans Frontières". Archacon. Francia.
- Segundo Premio del Público. Festival "Ciné sans Frontières". Archacon. Francia.
- Premio SIGNIS. XV Festival Internacional de Santa Cruz. FENAVID. Bolivia.
- Premio del Público. XV Festival Internacional de Santa Cruz. FENAVID. Bolivia.
- Mejor Película para Jóvenes. Lucas International Children´s Film Festival. Frankfurt. Alemania.
- Mejor Película. Japan’s SKIP City International D-Cinema Festival. Tokio. Japón.
- Premio del Público. Japan’s SKIP City International D-Cinema Festival. Tokio. Japón.
- Gran Premio. Sexta edición del Festival 2 Valenciennes. Valenciennes. Francia.
- Premio de Interpretación Masculina (Armando Valdés). Sexta edición del Festival 2 Valenciennes. Valenciennes. Francia.
- Mejor Obra de Ficción. Premios Caracol 2014. Unión de Artistas y Escritores de Cuba.
- Mejor Película. Premios Caracol 2014. Unión de Artistas y Escritores de Cuba.
- Mejor Dirección. Premios Caracol 2014. Unión de Artistas y Escritores de Cuba.
- Mejor Guion. Premios Caracol 2014. Unión de Artistas y Escritores de Cuba.
- Mejor Fotografía. Premios Caracol 2014. Unión de Artistas y Escritores de Cuba.
- Premio del Público a Mejor Película CIC Iberbanco. 31 edición de los Reflets du Cinéma Ibérique et Latino-américain de Villeurbanne y la Association Pour le Cinéma. Francia.
- Mención de Honor del Jurado. Mostra de Cinema Llatinoamericá de Catalunya. Barcelona. España.
- Premio del Público. Mostra de Cinema Llatinoamericá de Catalunya. Barcelona. España.
- Mejor Actuación Femenina (Alina Rodríguez). Mostra de Cinema Llatinoamericá de Catalunya. Barcelona. España.
- Premio del Público. Festival de Cine de Lima. Perú.
- Premio de la Audiencia. Santa Barbara International Film Festival. Spanish and Latin American Wave Film Festival. California. Estados Unidos.
- Primer Premio a Mejor Película. Festival Cine a la Vista. Categoría + 13. Argentina.
- Premio del Público. Festival Cine a la Vista. Categoría + 13. Argentina.
- Premio Ínsula a Mejor Película. Festival Insularia-Islas en Red. Islas Canarias. España. 2016.
- Mejor Actuación Femenina (Alina Rodríguez). Premios Nacionales de Actuación Caricato. Cuba.
- Mejor Actuación Femenina (Alina Rodríguez). República Dominicana. Festival Internacional de Cine Fine Arts Miramar. República Dominicana.
- Mejor Actuación Masculina (Armando Valdés). República Dominicana. Festival Internacional de Cine Fine Arts Miramar. República Dominicana.
- Mejor Actuación Masculina (Armando Valdés). Festival Internacional de Cine Fine Arts Miramar. Puerto Rico.
- Premio del Público a Mejor Película. Festival de Cine Latinoamericano de la Casa de la Cultura Ecuatoriana. Ecuador.
- Segundo Premio Ulises Estrella a Mejor Obra de Ficción. Festival de Cine Latinoamericano de la Casa de la Cultura Ecuatoriana. Ecuador.
- Mejor Actriz (Alina Rodríguez).  38 edición de los Premios ACE de la Asociación de Cronistas de Espectáculos de Nueva York. Estados Unidos.
- Mejor Actriz de Reparto (Silvia Águila). 38 edición de los Premios ACE de la Asociación de Cronistas de Espectáculos de Nueva York. Estados Unidos.
- Distinción Oficial “por su capacidad de generar conciencia hacia los derechos de los niños de todo el mundo”. 38 edición de los Premios ACE de la Asociación de Cronistas de Espectáculos de Nueva York. Estados Unidos.
- TIFF. Festival Internacional de Toronto. Canadá. Selección Oficial.
- Candidata de Cuba al Oscar 2015 como película de habla no inglesa.
- Nominada como Mejor película Latinoamericana. Premios Goya 2015. España.
- Nominada como Mejor Filme Iberoamericano. Premio Ariel 2015. México.
- Nominada a: Mejor Película Iberoamericana, Mejor Dirección, Mejor Guion, Mejor Fotografía, Mejor Dirección de Arte, Mejor Música Original, Mejor Dirección de Montaje y Mejor Dirección de Sonido. Premios Platino 2015.  España.

Bluechacha
- Nominado al Grammy Latino 2012 en la categoría Mejor Video Musical Versión Larga.

Los Dioses Rotos
- Premio del Público. Festival del Nuevo Cine Latinoamericano de La Habana.
- Premio de la Crítica Cinematográfica. Festival de Nuevo Cine Latinoamericano de La Habana.
- Premio de la Crítica Cultural Cubana. Festival de Nuevo Cine Latinoamericano de La Habana.
- Premio de Cine en Construcción. Festival de Cine de Gibara 2008.
- Gran Premio del Público. Festival de Cine de Gibara 2009.
- Mención de la Prensa Extranjera. Festival de Cine de Gibara 2009.
- Premio Nacional de Actuación Caricato (Héctor Noas).
- Premio Nacional de Actuación a Actriz Novel, (Annia Bú)
- Mejor Banda Sonora. Cubadisco 2009. (Juan Antonio Leyva y Magda Rosa Galbán)
- Mejor Dirección de Arte (Erick Grass). Festival de Cine Ceará (Brasil)
- Mejor Actriz Femenina (Annia Bú).  Festival de Cine Ceará (Brasil)
- Mejor Dirección de Arte (Erick Grass). Festival de Cine Latino de Providence. Estados Unidos.
- Mejor Música Original (Juan Antonio Leyva y Magda Rosa Galbán). Festival de Cine Latino de Providence. Estados Unidos.
- Mejor Obra Audiovisual del Año. Premios Caracol 2009. Unión de Artistas y Escritores de Cuba.
- Mejor Ópera Prima para Cine. Premios Caracol 2009. Unión de Artistas y Escritores de Cuba.
- Mejor Fotografía (Rigoberto Senarega). Premios Caracol 2009. Unión de Artistas y Escritores de Cuba.
- Mejor Edición (Pedro Suárez).  Premios Caracol 2009. Unión de Artistas y Escritores de Cuba.
- Mejor Actuación Femenina (Annia Bú). Festival de Cine de Tampa 2011.
- Candidata de Cuba al Oscar 2010 como película de habla no inglesa.

Fillas de Galicia
- Premio de la Crítica Cinematográfica. Caracol 2005.
- Mejor Documental. Festival de Documentales Santiago Álvarez In Memoriam. 2005.
- Mejor Dirección. Festival de Documentales Santiago Álvarez In Memoriam. 2005.
- Mejor Guion. Festival de Documentales Santiago Álvarez In Memoriam. 2005.
- Mejor Fotografía (Rigoberto Senarega). Festival de Documentales Santiago Álvarez In Memoriam. 2005.
- Medalla Castelao. Máxima condecoración cultural conferida por la Junta de Galicia.

¿La Vida en Rosa?
- Mejor Dirección. Premios Caracol 2004. Unión de Escritores y Artistas de Cuba.
- Mejor Fotografía Rigoberto Senarega. Premios Caracol 2004. Unión de Escritores y Artistas de Cuba.
- Mejor Edición (Pedro Suárez). Premios Caracol 2004. Unión de Escritores y Artistas de Cuba. Premios Caracol 2004. Unión de Escritores y Artistas de Cuba.
- Mejor Vestuario y Maquillaje. Premios Caracol 2004. Unión de Escritores y Artistas de Cuba.
- Mejor Producción (Vania Váldés). Premios Caracol 2004. Unión de Escritores y Artistas de Cuba.
- Mejor Telefilme. Festival Nacional de Televisión. 2005.
- Mejor Dirección. Festival Nacional de Televisión. 2005.
- Mejor Guion. Festival Nacional de Televisión. 2005.

- Mejor Actuación Femenina (Daysi Quintana). Premios Caracol 2004. Unión de Artistas y Escritores de Cuba.

- Mejor Actuación Secundaria Femenina (Silvia Águila). Premio Caricato 2004.
- Mejor Actuación Masculina (Héctor Noas. Premio Caricato 2004.

Los últimos gaiteros de La Habana
- Premio Iberoamericano de Periodismo Rey de España 2004.
- Gran Premio. Festival de Documentales Santiago Álvarez In Memoriam. 2004.
- Premio Sara Gómez de Documental. Festival de Nuevo Cine Latinoamericano de La Habana. 2004.
- Gran Premio. Festival de Video Independiente Iberoamericano. España. 2004.
- Premio a Mejor Documental. Caribbean Broadcasting Awards. 2004.
- Gran Premio Documental. Festival Nacional de Televisión. 2005.

Ana y las Cotorras
- Gran Premio Documental. Caribbean Broadcasting Awards. 2003.

Un Cuento de Camino
- Mejor Guion de Telefilme. Premios Caracol 2002. Unión de Artistas y Escritores de Cuba.

La Tierra más Hermosa
- Mejor Serie Documental. Premios Caracol 2000. Unión de Artistas y Escritores de Cuba.

Santa Cruz, la Tragedia (La Tierra más Hermosa)
- Mejor Documental. Premios Caracol 2000. Unión de Artistas y Escritores de Cuba.

La Isla de los Faros (La Tierra más Hermosa)
- Mejor Fotografía (Tony de la Torre). Premios Caracol 2000. Unión de Artistas y Escritores de Cuba.

Propietario del Alba
- Mejor Guion de Serie. Premios Caracol 1999. Unión de Artistas y Escritores de Cuba.

- Premio Vitral al mejor spot televisivo del año 1997.
- Medalla Castelao. Principal condecoración gallega conferida por la Junta de esta autonomía española al conjunto de su obra audiovisual.
- Premio Sara Gómez de documental en el Festival de Nuevo Cine Latinoamericano de La Habana, 2004.
- Premio Del Festival del Movimiento de Video Independiente Iberoamericano.

Ana y las Cotorras
- Gran Premio otorgado por la Caribbean Broadcasting Awards. 2003.
- Mención Documental. Premio Caracol. Unión Nacional de Escritores y Artistas de Cuba, UNEAC. La Habana, 2003.

 Cimarrón
- Premio del Instituto de Antropología de Cuba. 2000.

 De Vuelta al Paraíso
- Elegido para abrir la muestra de cortometraje latinoamericano de Zúrich, Suiza, 2000.

 El hombre de Venus
- Premio Mariposa al mejor tratamiento de una temática femenina. La Habana, 2003.

 Fillas de Galicia
- Premio a la mejor Fotografía. Encuentro Nacional de Vídeo 2005.

5 premios colaterales en el Festival de Documentales Santiago Álvarez In Memoriam. Cuba, 2005.
- Premio al Mejor Documental. Encuentro Nacional de Vídeo 2005.
- Premio a la Mejor Edición. Encuentro Nacional de Vídeo 2005.
- Premio de Guion Cineplaza. La Habana, 2005.
- Premio de la Crítica Cinematográfica en Festival Caracol, 2005.
- Gran Premio. Encuentro Nacional de Vídeo 2005.

La Isla de los Faros
- Premio Caracol a la mejor fotografía, Unión de Escritores y Artistas de Cuba. La Habana, 1999.

La Tierra más Hermosa
- Premio Caracol Cuba a la mejor serie documental. Unión de Escritores y Artistas de Cuba. La Habana, 2000.

Los dioses rotos
- Premio del Público en el 30 Festival de Nuevo Cine Latinoamericano de La Habana. 2008.
- Premio Mejor Maqueta de Largometraje (ex aequo). 6.º Festival Internacional de Cine Pobre, Gibara, 2008.
- Premio del Círculo de Periodistas Culturales de la Unión de Periodistas de Cuba.
- Premio de la Asociación Cubana de la Prensa Cinematográfica.
- Seleccionada por la Asociación Cubana de la Prensa Cinematográfica entre las 10 mejores películas exhibidas en el año, 2008.
- Premio Caricato al Mejor Actor en Cine a Héctor Noas. Unión de Escritores y Artistas de Cuba, 2009.
- Precandidata al premio Oscar 2010 como mejor película extranjera.
- Premio mejor dirección de arte a Erick Grass. 17 Providence Latin American Film Festival. Estados Unidos, 2009.
- Premio mejor música a José Antonio Leyva y Magda Rosa Galván. 17 Providence Latin American Film Festival. Estados Unidos, 2009.

Los últimos gaiteros de La Habana
- Premio Vitral al mejor documental en Encuentro Nacional de Video, Cuba.
- Premio al mejor Documental. Festival Nacional de Televisión 2005.
- Premio a la Mejor Dirección General. Festival Nacional de Televisión 2005.
- Premio al mejor Guion Original. Festival Nacional de Televisión 2005.
- Premio a la Maestría Creadora del Festival de Documentales Santiago Álvarez In Memoriam.
- Premio Sara Gómez de documental en el Festival de Nuevo Cine Latinoamericano de La Habana 2004.
- Premio Iberoamericano de Periodismo Rey de España 2004.
- Gran Premio del Festival Nacional de Televisión 2005.
- Premio del Festival de Video Independiente Iberoamericano.
- Premio de la Caribbean Broadcasting Awards, 2005.

Propietario del Alba
- Premio Caracol al mejor guion para serie dramática. Unión Nacional de Escritores y Artistas de Cuba. La Habana, 1999.

Santa Cruz, la Tragedia
- Premio Caracol al Mejor Documental. Unión de Escritores y Artistas de Cuba. La Habana, 2000.

Un Cuento de Camino
- Premio Caracol al mejor guion de telefilme. Unión de Escritores y Artistas de Cuba. La Habana, 2002.
- Programa unitario de mayor popularidad del año 2002.

Viñales, los Milagros del Agua
- Premio Cimex a la mejor obra de temática ecológica del año 1999.

¿La Vida en Rosa? 
- Premio al Mejor Telefilme. Festival Nacional de Televisión. La Habana, 2005.
- Premios Caracol y Caricato de actuación protagónica femenina y secundaria femenina y masculina. 2004.
- Premios Caracol de Fotografía, Edición, Maquillaje, Vestuario y Producción. 2004.
- Premio Caracol al Mejor Guion. Unión de Escritores y Artistas de Cuba. La Habana, 2004.
- Premio Caracol a la Mejor Dirección. Unión de Escritores y Artistas de Cuba. La Habana, 2004.
- Premios de Dirección y Guion de Telefilme. Festival Nacional de Televisión. 2005.

Bluechacha
- Nominado al Grammy Latino 2012 (Mejor Vídeo Musical Versión Larga)

Premios Platino
- Nominado a Mejor Director y Mejor Guion por su película CONDUCTA en los Premios Platino 2015[18]

Sergio & Sergei
- BEST FILM OF CENTRAL AMERICA AND THE CARIBBEAN en el International Film Festival of Panama (IFF Panama) 2018
- Premio ¡VIVA EL CINE! en el Mill Valley Film Festival 2018
- Premio SIGNIS al director en el Málaga Spanish Film Festival 2018
- Premio Jurado Joven a la MEJOR PELÍCULA en el Málaga Spanish Film Festival 2018
- Premio al MEJOR GUION en los Premios ACE 2019
- Nominada a MEJOR PELÍCULA en el Miami Film Festival 2018
- Nominada a MEJOR PELÍCULA LATINOAMERICANA en los Premios José María Forqué 2019